# La Sentiu de Sió
La Sentiu de Sió är en kommun i Spanien.   Den ligger i provinsen Província de Lleida och regionen Katalonien, i den östra delen av landet, 400 km öster om huvudstaden Madrid. Antalet invånare är 471. Arean är 29,6 kvadratkilometer. La Sentiu de Sió gränsar till Balaguer, Camarasa, Bellcaire d'Urgell och Vallfogona de Balaguer. 
Terrängen i La Sentiu de Sió är platt.